# Village de Wong Uk (district de Sha Tin)

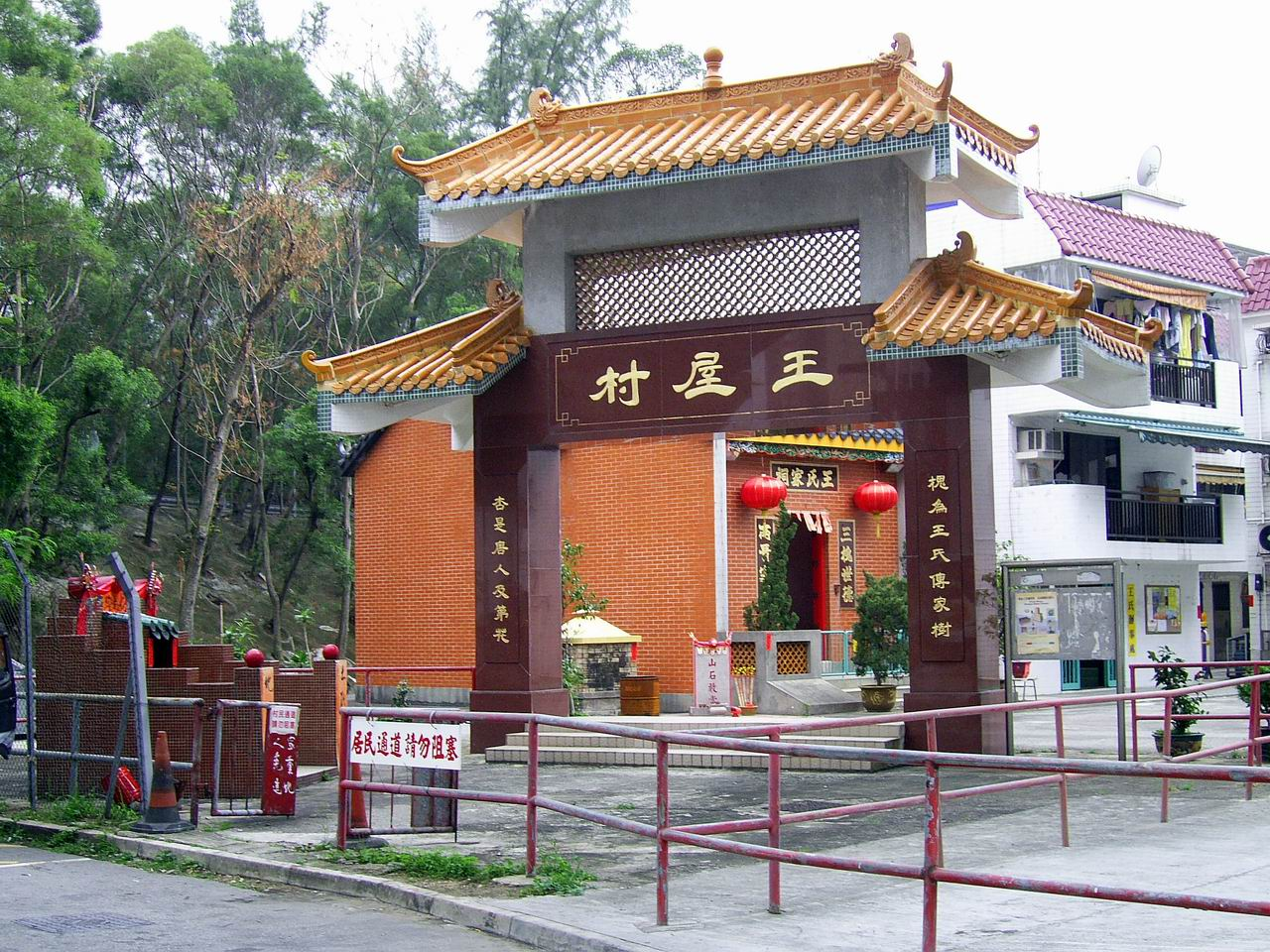
L'actuel village de Wong Uk. Le sanctuaire des ancêtres du clan Wong est visible derrière le paifang. Un sanctuaire du Dieu de la Terre est visible sur la gauche.

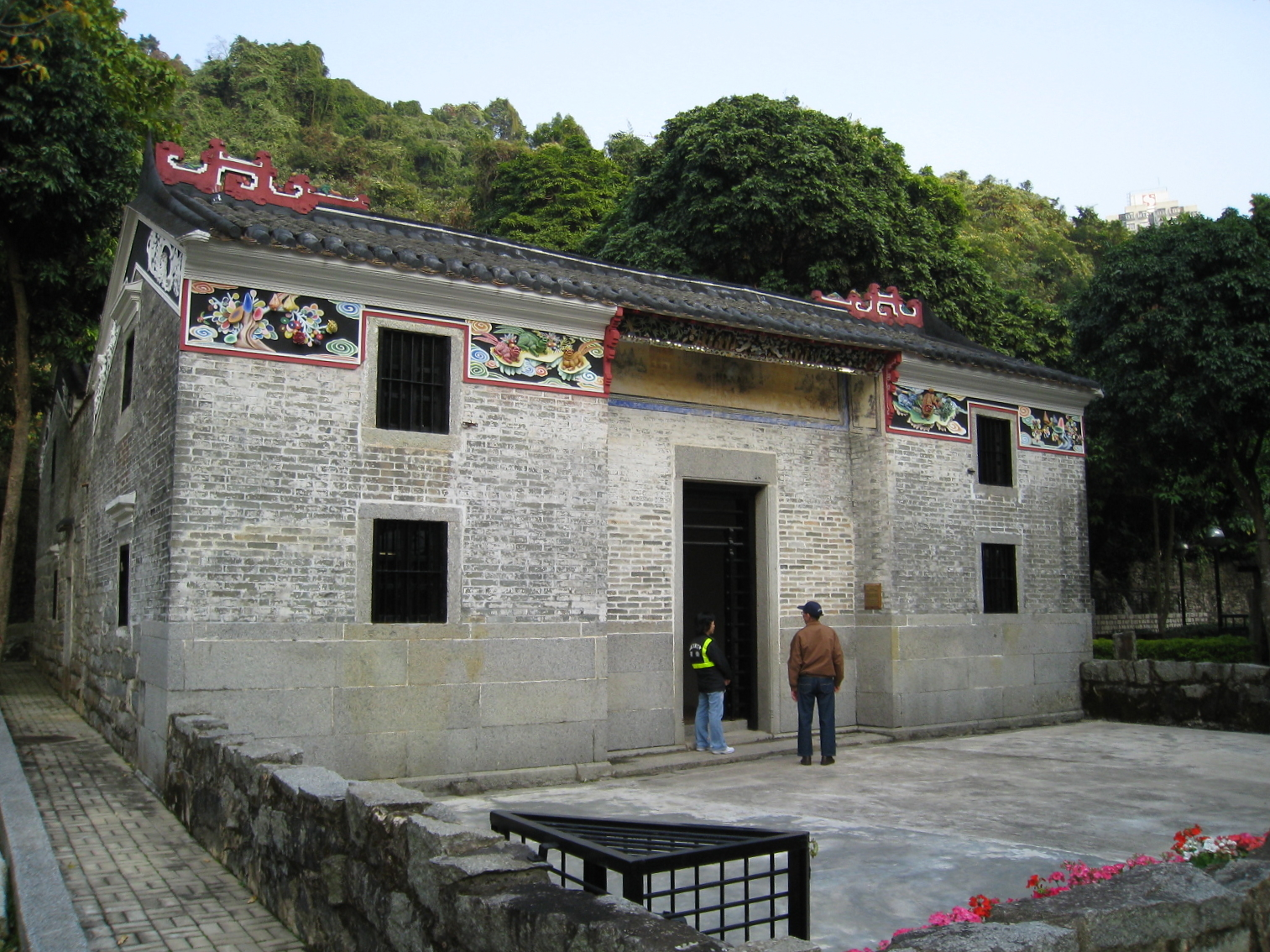
La « maison ancienne », qui fait partie de l'ancien village de Wong Uk, est un monument déclaré.

Le village de Wong Uk (王屋村) est situé au sud-ouest de Yuen Chau Kok (en) dans les Nouveaux Territoires de Hong Kong. À l'exception de la « maison ancienne », tout le village est démoli dans les années 1970 pour faire place à des zones résidentielles et rétabli à proximité.

## Histoire
Le village est fondé au XIXe siècle par un couple nommé Wong (en) originaire de Xingning au Guangdong. C'est un poste commercial pour les marchands et les voyageurs jusqu'à la fin du siècle. Mais la plupart des vieux bâtiments du village sont démolis lors de la création du terre-plein de Tide Cove (en) pour le développement de Sha Tin. Au milieu des années 1980, le gouvernement de Hong Kong transforme le site du village de Wong Uk en un parc de loisirs, aujourd'hui appelé « jardin de Wong Uk ». Les villageois se déplacent le long de Yuen Chau Kok Road pour établir l'actuel village de Wong Uk. Une nouvelle salle des ancêtres du clan Wong est construit en 1994.

## La maison ancienne
La « maison ancienne » est le seul vestige du village original de Wong Uk. Il s'agit d'un bâtiment d'un étage en briques vertes, vieux d'environ 100 ans, qui est classé comme monument déclaré en 1989. En 2009, elle fait partie des bâtiments du deuxième lot du programme de revitalisation des bâtiments historiques par le biais du partenariat qui vise la réutilisation adaptative (en) des bâtiments historiques appartenant au gouvernement.